# Bull Lowe
Bull Lowe foi um jogador de futebol americano estadunidense que foi campeão da Temporada de 1926 da National Football League jogando pelo Frankford Yellow Jackets.